# 18 (альбом Джеффа Бека и Джонни Деппа)
18 — совместный студийный альбом гитариста Джеффа Бека и актёра, продюсера и музыканта Джонни Деппа, выпущенный 15 июля 2022 года на лейбле Rhino Entertainment. Это последний альбом Бека, изданный при его жизни.
В альбом из 13 треков вошли две оригинальные композиции, написанные Деппом, и несколько кавер-версий песен Killing Joke, The Beach Boys, Марвина Гэя, The Miracles, The Velvet Underground, The Everly Brothers и Джениса Иана. После выхода альбом получил смешанные отзывы музыкальных критиков.

## История и выпуск
Бек и Депп впервые встретились в 2016 году и быстро нашли общий язык, у них завязалась тесная дружба. По словам Бека, он нашёл в Деппе «родственную душу», оба сблизились из-за «машин и гитар и проводили большую часть времени вместе, пытаясь рассмешить друг друга». Бек был убеждён, что они должны записывать музыку вместе, что они начали работать в 2019 году. Бек и Депп чувствовали, что совместная игра «воспламенила их юношеский дух и творчество», и, по словам Бека, они оба шутили о том, что снова чувствуют себя 18-летними, отсюда и название альбома. Депп добавил: «Это необыкновенная честь — играть и писать музыку с Джеффом, одним из действительно величайших людей, которого я имею честь называть своим братом». В сентябре 2019 года Депп присоединился к Беку на сцене во время некоторых концертов его тура по США, когда они впервые исполнили песню «Isolation» вживую.
Позже «Isolation» будет официально выпущена в качестве дебютного сингла Бека и Деппа 16 апреля 2020 года. В своём заявлении Бек сказал, что решение выпустить эту песню раньше, до завершения работы над альбомом, было принято в связи с тем, что многие люди всё ещё находились на самокарантине в условиях пандемии коронавируса. Бек сказал: «Мы не ожидали выпускать её так скоро, но, учитывая все тяжёлые дни и настоящую „изоляцию“, через которую проходят люди в это непростое время, мы решили, что сейчас самое подходящее время, чтобы вы все её услышали».
29 мая 2022 года Депп, который всё ещё ожидал приговора по своему нашумевшему делу о клевете против бывшей жены Эмбер Херд, неожиданно появился на концерте Джеффа Бека в Шеффилде, сыграв вместе с Беком на гитаре три классические песни Леннона, Гэя и Хендрикса. Депп присоединился к Беку во время остальных концертов в Великобритании и Европе в июне и июле.
9 июня 2022 года дуэт выпустил первый официальный сингл из альбома, песню «This Is a Song for Miss Hedy Lamarr», которая была написана как ода австрийско-американской актрисе и изобретательнице Хеди Ламарр. Десять дней спустя, 19 июня 2022 года, был выпущен ещё один кавер, на этот раз на песню Velvet Underground «Venus in Furs», за которым вскоре последовал инструментальный кавер на песню The Beach Boys «Caroline, No» 24 июня. Последней песней, выпущенной до выхода альбома, была кавер-версия песни Killing Joke «The Death and Resurrection Show», вышедшая 7 июля 2022 года.

## Оценка критиков
18 получил в целом смешанные отзывы музыкальных критиков. На сайте Metacritic, который присваивает нормализованный рейтинг из 100 баллов рецензиям основных изданий, альбом получил средний балл 47 на основе 8 рецензий, что означает «смешанные или средние отзывы».
В положительной рецензии Дуг Коллетт из журнала Glide Magazine написал, что союз дуэта в альбоме 18 идёт на пользу обоим музыкантам как в творческом, так и в ином плане. Коллетт отметил, что, хотя этот проект дал Деппу возможность прогрессировать как музыканту и вокалисту, «он звучит как начинающий музыкант, всё ещё находящийся в процессе поиска своего собственного стиля».
Нил Маккормик из The Independent считает, что 18 демонстрирует игру Бека, который, по словам Маккормика, не играл так хорошо уже несколько десятилетий. Он написал, что Депп снова занимается любимым делом — поёт и играет на гитаре, и при этом он «создаёт скрипучую лирическую психодраму о высокой цене славы».

## Список композиций
| №                   | Название                                    | Автор(ы)                                              | Длительность |
| ------------------- | ------------------------------------------- | ----------------------------------------------------- | ------------ |
| 1.                  | «Midnight Walker»                           | Дэйви Спиллейн                                        | 3:05         |
| 2.                  | «Death and Resurrection Show»               | Джез Коулман, Джорди Уокер, Мартин Гловер и Энди Гилл | 5:31         |
| 3.                  | «Time»                                      | Деннис Уилсон и Карен Ламм                            | 3:39         |
| 4.                  | «Sad Motherfuckin’ Parade»                  | Джефф Бек и Джонни Депп                               | 3:32         |
| 5.                  | «Don’t Talk (Put Your Head on My Shoulder)» | Брайан Уилсон и Тони Шеридан                          | 3:12         |
| 6.                  | «This Is a Song for Miss Hedy Lamarr»       | Депп и Томми Хенриксен                                | 4:34         |
| 7.                  | «Caroline No»                               | Брайан Уилсон и Тони Ашер                             | 2:16         |
| 8.                  | «Ooo Baby Baby»                             | Уоррен "Пит" Мур и Смоки Робинсон                     | 3:38         |
| 9.                  | «What’s Going On»                           | Ренальдо Бенсон, Марвин Гэй и Эл Кливленд             | 4:26         |
| 10.                 | «Venus in Furs»                             | Лу Рид                                                | 4:53         |
| 11.                 | «Let It Be Me»                              | Жильбер Беко, Пьер Деланоэ и Мэнни Кёртис             | 4:42         |
| 12.                 | «Stars»                                     | Дженис Иан                                            | 6:36         |
| 13.                 | «Isolation»                                 | Джон Леннон                                           | 5:12         |
| Общая длительность: | Общая длительность:                         | Общая длительность:                                   | 55:14        |

## Позиции в хит-парадах
| Хит-парад (2022)                  | Высшая позиция |
| --------------------------------- | -------------- |
| Австрия (Ö3 Austria)              | 19             |
| Бельгия/Валлония (Ultratop)       | 47             |
| Бельгия/Фландрия (Ultratop)       | 51             |
| Великобритания (UK Albums Chart)  | 38             |
| Германия (Offizielle Top 100)     | 13             |
| США (Billboard 200)               | 183            |
| Франция (SNEP)                    | 111            |
| Швейцария (Schweizer Hitparade)   | 3              |
| Шотландия (Scottish Albums Chart) | 12             |